# Óláfr Hrólfsson
Óláfr Hrólfsson también Óláfr de Gairsay (1075-22 de diciembre de 1136) fue un caudillo y guerrero vikingo de las Orcadas a principios del siglo XII y personaje histórico de la saga Orkneyinga, casó con Asleif y fruto de la unión nació Gunni Óláfsson (según la saga fue desterrado de las Orcadas por el jarl Harald Maddadsson por tener un hijo ilegítimo con Margarita, condesa de Aholl, hija de Hakon Paulsson) y otro legendario  vikingo Sweyn Asleifsson (o Sveinn). Era hijo de Hrolf de Rousay (Isla Hrolfsey). 
Según la saga nórdica, tres días antes de la celebración de Yule, Olvir Rosta y su tripulación llegaron a Duncansby Escocia, en aquel entonces según el historiador Gareth Williams se ubicaba la hacienda de Óláfr. Otro historiador, Joshua Prescott, afirma que Óláfr era partidario del jarl de las Orcadas Paul Håkonsson y participó en la batalla naval que derrotó a Olvir en su intento de invadir el archipiélago. La partida de Olvir sorprendió a Óláfr en su hacienda de Gairsay, le atacaron, prendieron fuego a su casa y le mataron encerrado en su interior. Este hecho desencadenó una cruenta venganza, protagonizado por Sweyn Asleifsson al regresar de su viaje a Suðreyjar; más tarde uno de sus hombres Ljótólfr, negoció una tregua con el jarl Óttar Moddansson (n. 1070) de Thurso, hermano de Frakokk Moddansdatter (una aliada de Olvir y pérfida instigadora según la saga). El jarl Óttar compensó la muerte de Óláfr pagando un wergeld a Sveinn y una promesa de amistad; Sveinn prometió favorecer los intereses de Erlend Haraldsson, familiar de Óttar, en las Órcadas.